# Queen Creek (Arizona)
Queen Creek ist eine US-amerikanische Kleinstadt im Bundesstaat Arizona und befindet sich im Südosten des Großraums Phoenix in der Sonora-Wüste. Sie liegt sowohl im Maricopa County, als auch teilweise im Pinal County und grenzt an die Städte Gilbert, Chandler, Mesa und San Tan Valley sowie an den San Tan Mountain Regional Park. Ihre geographische Lage sorgt für ein heißes, arides Klima mit milden Wintern und heißen Sommern.

## Geschichte und Namensgebung
Die heutige Kleinstadt Queen Creek entstand am 5. September 1989 durch den Zusammenschluss mehrerer ursprünglich verstreut liegender Gemeinden, die traditionell landwirtschaftlich geprägt waren.
Der Name der Stadt Queen Creek resultiert aus dem gleichnamigen Bach (mittlerweile ein häufig ausgetrocknetes Flussbett), der durch das heutige Stadtgebiet floss und seinen Ursprung in einem einige Kilometer östlich der Stadt Phoenix gelegenen Bergland hat. Diese Gegend, nahe der Stadt Superior, war reich an Erzvorkommen. Eine der zahlreichen Minen, die in diesen Bergen erschlossen wurde, war die sogenannte Silver Queen Mine. An deren Fuße gab es einen Bach, den Picket Post Creek, welcher nach einem der benachbarten Berge benannt wurde. Als die Silver Queen Mine die Produktion aufnahm, wurde der Picket Post Creek in Queen Creek umbenannt und gab somit der Stadt ihren heutigen Namen.

## Bevölkerungsentwicklung
1990, im Jahr nach der Eingemeindung der Stadt, betrug die Einwohnerzahl von Queen Creek etwas mehr als 2.500. In den darauffolgenden 10 Jahren wurde ein relativ schnelles Bevölkerungswachstum verzeichnet, mit einem erheblichen Anstieg der Einwohnerzahl bis zum Jahr 2010. Rezessionsbedingt wurde das Wachstum für einige Jahre gedämpft, doch bereits seit 2015 gehörte Queen Creek zu einer der am schnellsten wachsenden Gemeinden in Arizona. Das U.S. Census Bureau hat bei der Volkszählung 2020 eine Einwohnerzahl von 59.519 auf einer Fläche von 66,8 km² ermittelt. Die Bevölkerung der Stadt wuchs weiterhin kontinuierlich und im Jahr 2024 verzeichnete Queen Creek eine Einwohnerzahl von 81.718 Einwohnern.
Die Bevölkerungsdichte lag 2020 bei 891 Einwohnern pro km².

## Wirtschaft
Queen Creek war traditionell landwirtschaftlich geprägt, insbesondere durch Viehzucht, Baumwollanbau und Obstfarmen. Das fruchtbare Tal unterhalb der San Tan Mountains bot einen sicheren Zufluchtsort für die frühen indigenen Gemeinschaften Nordamerikas und die Siedler, die entlang des damaligen Flusslaufs Landwirtschaft betrieben haben. Obst- und Gemüseanbau (insbesondere Zitrusfrüchte, Baumwolle und Pekannüsse) wird auch heute noch für die lokale Versorgung betrieben.
Obwohl die Landwirtschaft weiterhin eine Rolle spielt, hat sich die Wirtschaft diversifiziert.
Heute gibt es zahlreiche kleine Unternehmen, Einzelhandelsgeschäfte und Restaurants. Die Stadt fördert aktiv die wirtschaftliche Entwicklung und hat Gewerbegebiete geschaffen, um Unternehmen anzusiedeln. Viele Berufstätige pendeln in benachbarte Städte wie Phoenix, Mesa oder Chandler, wo sich große Arbeitgeber aus der Technologie- und Gesundheitsbranche befinden.

## Aktivitäten
Die Stadt Queen Creek bietet verschiedene Sehenswürdigkeiten und Möglichkeiten zur Freizeitgestaltung. Dazu zählen unter anderem folgende Attraktionen:

### Queen Creek Olive Mill
Die Queen Creek Olive Mill ist die einzige Olivenölmühle in Arizona. Der familiengeführte Betrieb bietet ein Restaurant sowie Führungen und saisonale Veranstaltungen, die Einblicke in den Olivenanbau sowie die Olivenölproduktion ermöglichen.

### Horseshoe Park & Equestrian Centre
Diese Anlage bietet vielfältige Möglichkeiten für die Durchführung von Großveranstaltungen wie Konzerte, Verkaufsmessen und landwirtschaftliche Veranstaltungen. Bekannt ist das Gelände insbesondere für die zahlreichen Events im englischen Reitsport und im Westernreiten, wie beispielsweise Rodeos und Pferdeshows.

### San Tan Mountain Regional Park
Der San Tan Mountain Regional Park, der im Süden an Queen Creek grenzt, ist ein über 10.000 Hektar großes Gebiet in der Sonora-Wüste. Im nördlichen Teil des Parks erhebt sich der Goldmine Mountain. Auf zahlreichen Wanderwegen können verschiedene Arten von Wildtieren beobachtet werden, darunter Schlangen, Eidechsen, Vögel und Kojoten. Im Nature Centre kann die Wildtierausstellung und das Schildkrötenhabitat besichtigt werden.

## Söhne und Töchter der Stadt
- Brock Purdy (* 1999), American-Football-Spieler